# Байесовский подход в филогенетике
Байесовский подход в филогенетике позволяет получить наиболее вероятное филогенетическое дерево при заданных исходных данных, последовательностях ДНК или белков рассматриваемых организмов и эволюционной модели замен. Для снижения вычислительной сложности алгоритма расчёт апостериорной вероятности реализуется различными алгоритмами, использующими метод Монте-Карло для марковских цепей. Главными преимуществами байесовского подхода по сравнению с методами максимального правдоподобия и максимальной экономии является вычислительная эффективность, способность работать со сложными моделями эволюции, а также то, что, в отличие от методов, указывающих на единственное наилучшее по заданному критерию дерево, он позволяет выбрать несколько вариантов филогенетического дерева с наибольшим значением апостериорной вероятности.

## История и основы метода

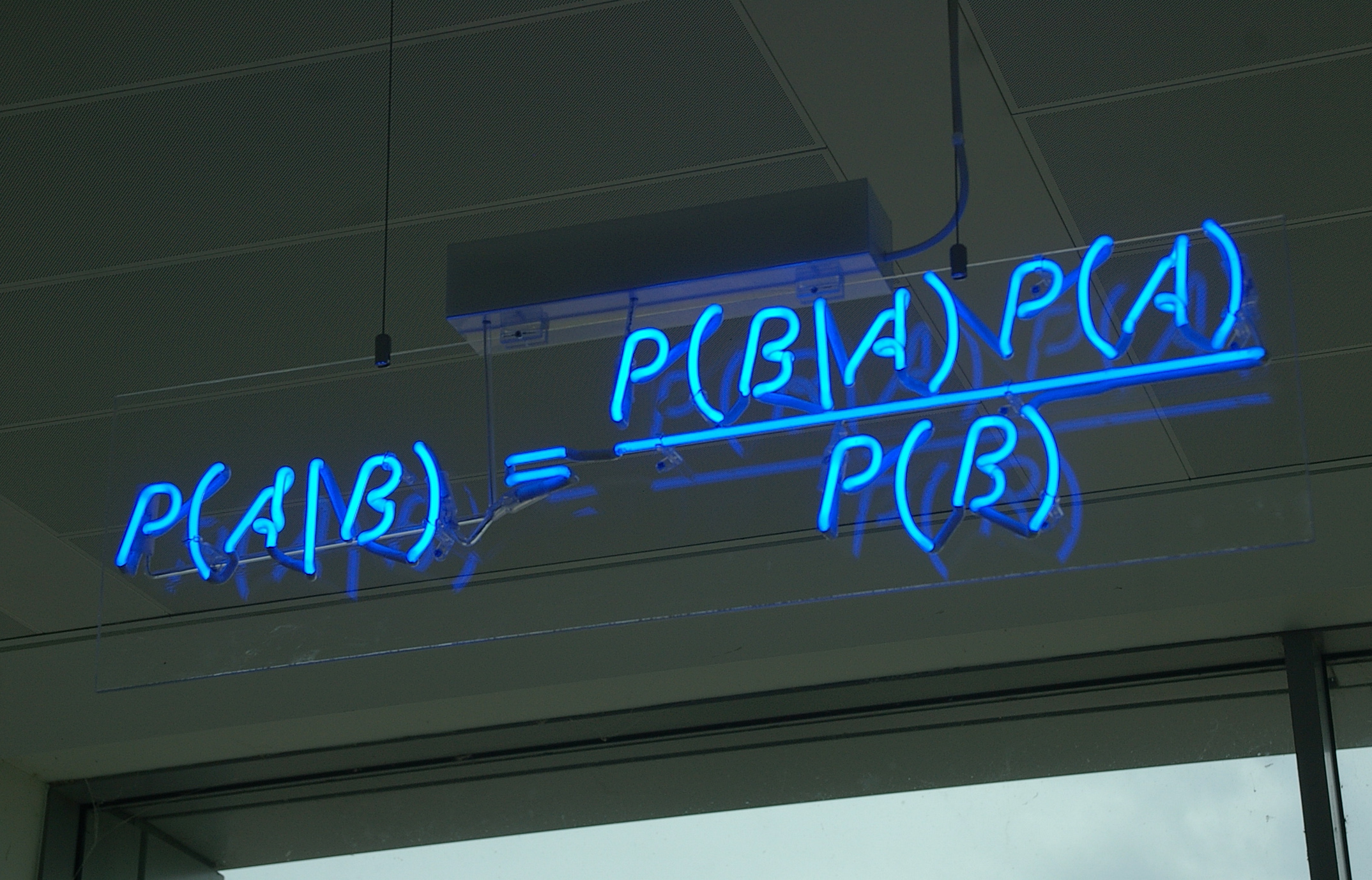
Теорема Байеса

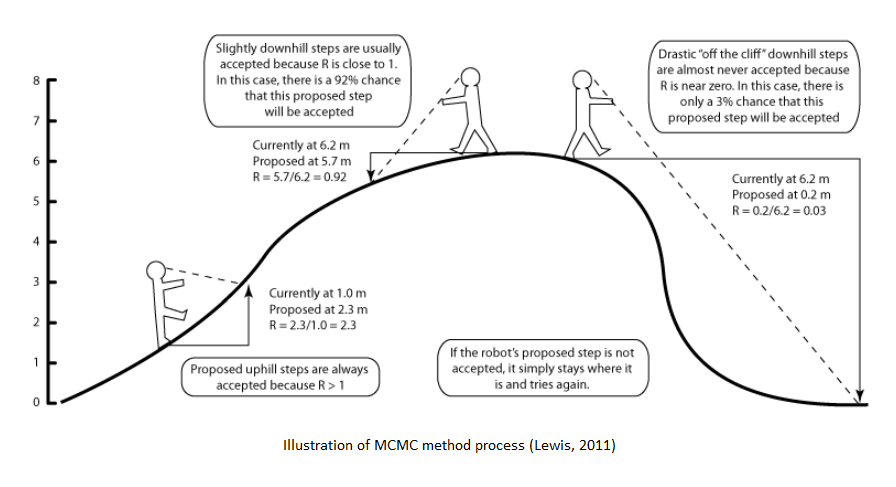
Метафора, иллюстрирующая шаги метода MCMC

Байесовский подход является развитием вероятностного метода, разработанного английским математиком и священником Томасом Байесом на основе теоремы Байеса. Этот метод был опубликован в 1763 году, через два года после его смерти. Позднее современную формулировку теоремы вывел Пьер-Симон Лаплас .
В 1953 году Николас Метрополис ввёл методы Монте-Карло для марковских цепей (MCMC, Markov chain Monte Carlo). Преимущества в скорости вычислений и возможность интеграции с методами MCMC позволили байесовскому подходу стать одним из самых популярных методов статистического вывода. Байесовский подход имеет множество применений в молекулярной филогенетике и систематике. По сравнению с другими методами построения филогенетических деревьев (метод максимальной экономии, метод максимального правдоподобия), он позволяет учитывать филогенетическую неопределенность, использовать априорную информацию и сложные модели эволюции, для которых традиционные методы имеют вычислительные ограничения.
Применение байесовского подхода в филогенетике состоит в следующем. Всё множество допустимых филогенетических деревьев {\displaystyle T} описывается дискретными параметрами {\displaystyle \tau } (топология деревьев) и непрерывными параметрами {\displaystyle \alpha } (длины ветвей деревьев и параметры эволюционной модели замен). Чтобы вычислить значение апостериорной плотности распределения вероятностей {\displaystyle f(T\mid B)} для дерева {\displaystyle T} c топологией {\displaystyle \tau _{0}} и параметрами {\displaystyle \alpha _{0}}, при заданных исходных данных {\displaystyle B}, применяется формула Байеса {\displaystyle f(T(\tau _{0},\alpha _{0})\mid B)={\frac {f(B\mid T)f(T)}{P(B)}}}, где {\displaystyle f(B\mid T)} — условная плотность распределения вероятностей исходных данных {\displaystyle B}. Знаменатель в этой формуле вычисляется по формуле полной вероятности в виде суммы по {\displaystyle \tau } интегралов от произведения {\displaystyle f(T(\tau ,\alpha ))f(B\mid T(\tau ,\alpha ))} по {\displaystyle \alpha }, где {\displaystyle f(T(\tau ,\alpha ))} — априорная плотность распределения для деревьев. Явные аналитическое расчеты по этой формуле не всегда возможны, а численные — требуют большого количества вычислений при поиске максимума функции {\displaystyle f(T\mid B)} по {\displaystyle T}. Применение метода статистических испытаний (который также называется методом Монте-Карло) на цепях Маркова позволяет получить приближенные значения апостериорных вероятностей и уменьшить вычислительную сложность алгоритма поиска наиболее вероятного дерева по критерию максимума апостериорной вероятности.
В методах MCMC апостериорная плотность вычисляется за счет имитации работы цепи Маркова, состояниями которой являются филогенетические деревья. Расчет апостериорной плотности выполняется как частота посещения этих состояний в установившемся режиме. Наиболее вероятное дерево определяется по максимальной частоте того состояния, которое чаще всего посещается, или нескольких из них наиболее часто посещаемых. Методы MCMC можно описать двумя этапами: на первом применяется стохастический механизм для получения нового состояния цепи Маркова; на втором выполняется расчет вероятности перехода в это состояние и разыгрывается случайное событие смены состояния. Эта процедура повторяется тысячи или миллионы раз. Доля времени, в течение которого одиночное дерево посещается в процессе работы цепи Маркова, является достаточно точной аппроксимацией для его апостериорной вероятности. К числу наиболее часто применяемых алгоритмов, использующихся в методах MCMC, относятся алгоритм Метрополиса — Гастингса, алгоритм Метрополиса в сочетании с MCMC (MC³) и алгоритм LOCAL Ларгета и Симона.

## Алгоритм Метрополиса — Гастингса
Алгоритм Метрополиса — Гастингса является одним из наиболее распространенных методов MCMC и представляет собой модифицированную Гастингсом версию алгоритма Метрополиса. Алгоритм Меторополиса — Гастингса строит случайную реализацию цепи Маркова, состояниями которой являются филогенетические деревья. При имитации изменения состояния на каждом шаге выполняется переход от одного дерева к другому за счет изменения топологии или параметров эволюционной модели по определённому правилу. Алгоритм состоит из следующих шагов:
1. выбирается стартовое дерево {\displaystyle Ti} со случайной топологией и параметрами модели и принимается как текущее;
2. строится дерево {\displaystyle Tj} с новой топологией или новыми параметрами модели;
3. вычисляется отношение вероятностей (или функций плотности вероятности) нового дерева {\displaystyle Tj} и старого дерева {\displaystyle Ti}: {\displaystyle R={\frac {f(Tj)}{f(Ti)}}}

(под {\displaystyle f(T)} подразумевается условная вероятность или плотность распределения при заданных исходных данных {\displaystyle B});
- если {\displaystyle R\geqslant 1}, то в качестве текущего дерева принимается новое дерево {\displaystyle Tj};
- если {\displaystyle R<1}, то выбор дерева {\displaystyle Tj} происходит с вероятностью {\displaystyle R} (для этого генерируется случайное равномерно распределенное число в интервале {\displaystyle (0,1)}, и если это число меньше {\displaystyle R}, то в качестве текущего дерева принимается {\displaystyle Tj}, иначе остается {\displaystyle Ti};

1. далее процесс повторяется с шага 2) n раз до тех пор, пока не достигнет равновесного распределения.

В оригинальном алгоритме Метрополиса предполагается, что вероятности переходов от дерева {\displaystyle Tj} к дереву {\displaystyle Ti} и обратно равны. Если это условие не выполняется, то применяются поправки Гастингса, состоящие в следующем: вероятность перехода вычисляется по формуле {\displaystyle {\frac {f(Tj)}{f(Ti)}}{\frac {Q(Ti|Tj)}{Q(Tj|Ti)}}}, где {\displaystyle Q} — совместная функция распределения.

## Алгоритм Метрополиса в сочетании с МСМС
Алгоритм Метрополиса в сочетании с MCMC (Metropolis-coupled MCMC, MC³), известный также как алгоритм параллельного отжига, является модифицированной версией алгоритма Метрополиса — Гастингса для марковских цепей со сложным и многомодальным распределением вероятностей состояний. Для этих случаев алгоритмы эвристического поиска деревьев критериями MP (метод максимальной экономии, maximum parsimony), ML (метод максимального правдоподобия) и ME (метод минимальной эволюции), а также МСМС могут выйти на локальный максимум, что приведёт к неверной аппроксимации апостериорной плотности распределения вероятностей. Алгоритм MC³ за счёт смешивания марковских цепей с разной температурой позволяет правильно аппроксимировать распределение апостериорных вероятностей и избегать попадания в локальные оптимумы.
Алгоритм параллельно запускает {\displaystyle m} цепей, по {\displaystyle n} итераций в каждой цепи с разными стационарными распределениями {\displaystyle f_{j}(.)\ }, {\displaystyle j=1,2,\ldots ,m\ }, где первое распределение с целевой плотностью {\displaystyle f_{1}=f\ } называется холодной цепью, а другие цепи с распределениями {\displaystyle f_{j}\ }, {\displaystyle j=2,3,\ldots ,m\ } называются разогретыми. Плотности распределений разогретых цепей имеют вид:
{\displaystyle f_{j}(T)=f(T)^{1/[1+\lambda (j-1)]},\ \ \lambda >0,} где {\displaystyle \lambda } — температурный фактор.
Возведение плотности {\displaystyle f(.)} в степень {\displaystyle 1/T\ } при {\displaystyle T>1\ } имеет эффект уплощения распределения по аналогии с нагреванием металла. В таком распределении легче перемещаться между пиками, разделёнными долинами, чем в первоначальном распределении. После каждой итерации алгоритм предписывает выполнить обмен состояний между двумя случайно выбранными цепями с помощью предложенного Метрополисом шага. Обмен между состояниями {\displaystyle i\ } и {\displaystyle j\ } происходит с вероятностью:
{\displaystyle \alpha ={\frac {f_{i}(T^{(j)})f_{j}(T^{(i)})}{f_{i}(T^{(i)})f_{j}(T^{(j)})}}\ ,} где {\displaystyle f^{(j)}\ } — текущее состояние в цепи с номером {\displaystyle j\ }, {\displaystyle j=1,2,\ldots ,m\ }.
Эвристически, разогретые цепи будут посещать локальные пики довольно легко, и обмен состояниями между цепями позволит холодной цепи иногда перепрыгивать через долины. Если {\displaystyle f_{i}(T)/f_{j}(T)\ } слишком мало, обмен состояниями будет редко выполняться, поэтому в алгоритме используются несколько цепей с разными температурными факторами для улучшения смешивания.
Для получения стационарного распределения вероятностей используются только состояния из холодной цепи, а состояния из разогретых цепей отбрасываются.

## Алгоритмы GLOBAL и LOCAL
Для генерации нового состояния марковской цепи существуют различные вероятностные способы модификации деревьев, например, бисекция с последующим переприсоединением, обмен ветвей, замена на ближнее соседнее дерево. Алгоритмы LOCAL и GLOBAL предлагают другой способ построения нового дерева по текущему за счёт изменения топологии и длин ветвей. Это приводит к значительному сокращению вычислений для больших деревьев по сравнению с алгоритмами бутстрэпа для методов максимального правдоподобия и максимальной экономии.
Общая идея заключается в том, что дерево представляется в виде следующих параметров: топология дерева и длина его ветвей, а также параметры модели замен. При изменении состояний марковской цепи выполняются последовательные шаги, в которых отдельно либо меняется топология дерева и длина его ветвей, либо меняются только параметры модели замен. Решение о переходе к новому дереву в качестве текущего состояния цепи Маркова принимается так же, как в алгоритме Метрополиса — Гастингса, но значение пороговой вероятности вычисляется с использованием параметров модифицированного дерева.
В алгоритме GLOBAL, представленном Мау, Ньютоном и Ларгетом в 1999 году, все длины ветвей дерева изменяются на небольшую величину в каждом цикле. Алгоритм Ларгета и Симона LOCAL предполагает модификацию дерева в небольшой окрестности случайно выбранной внутренней ветви дерева.
Построение нового дерева в алгоритме LOCAL при модификации топологии и длин ветвей выполняется по следующему правилу: равновероятно выбирается произвольное внутреннее ребро дерева с вершинами {\displaystyle u} и {\displaystyle v}. Вследствие того, что филогенетическое дерево должно быть бинарным, а ребро внутреннее, у каждой из вершин обязательно есть две смежные. Смежные вершины для {\displaystyle u} произвольным образом обозначаются буквами {\displaystyle a} и {\displaystyle b}, а смежные вершины для {\displaystyle v} — буквами {\displaystyle c} и {\displaystyle d}. Далее для вершин {\displaystyle u} и {\displaystyle v} равновероятно выбирается по одной смежной, например, {\displaystyle a} и {\displaystyle c}, и рассматривается путь между вершинами {\displaystyle a} и {\displaystyle c}, состоящий из трёх рёбер. Длины этих рёбер модифицируются пропорционально путём умножения на случайное число по правилу {\displaystyle m^{\star }=m\exp(\lambda (U_{1}-0.5))\ }, где {\displaystyle m} — старая длина пути, {\displaystyle m^{\star }} — новая длина пути, {\displaystyle U_{1}\ } — это равномерно распредёленная случайная величина на отрезке {\displaystyle (0,1)\ }, а {\displaystyle \lambda } — это положительный настраиваемый параметр. Следующий шаг модификации дерева состоит в отсоединении одной из вершин, {\displaystyle u} или {\displaystyle v}, выбираемых равновероятно, и присоединения её в случайно выбранной по равномерному закону точке на пути от вершины {\displaystyle a} до вершины {\displaystyle c} вместе с её дочерней ветвью. При такой модификации возможно изменение топологии дерева, если порядок следования вершин {\displaystyle u} и {\displaystyle v} вдоль пути от {\displaystyle a} к {\displaystyle c} изменился, иначе — топология дерева не изменяется. Поправка Гастингса равна квадрату отношения длин нового и старого пути: {\displaystyle (m^{\star }/m)^{2}}.
При модификации параметров модели в алгоритме рассматриваются два варианта: в первом варианте, когда один параметр ограничен набором значений {\displaystyle [0,M]}, новое значение параметра вычисляется прибавлением равномерно распределённой случайной величины из интервала {\displaystyle (-\delta ,\delta )}. Если новое значение выходит за пределы допустимого диапазона {\displaystyle [0,M]}, то остаток отражается внутрь этого отрезка. Поправка Гастингса принимается равной 1. Второй вариант составляет случай, когда модифицируется множество параметров, сумма которых равна константе. В этом случае новое множество значений этих параметров выбирается из распределения Дирихле, центрированного по текущим значениям параметров. Поправка Гастингса вычисляется как отношение плотностей Дирихле с новыми и старыми параметрами.

## Критика и обсуждение
- Значения бутстрэп против апостериорных вероятностей. Было показано, что значения бутстрэпа, вычисленные методами максимальной экономии или правдоподобия, обычно ниже, чем апостериорные вероятности, полученные байесовским методом[13]. Это приводит ряду вопросов, например: Приводят ли апостериорные вероятности к завышению вероятности результата? Являются ли значения бутстрэпа более устойчивыми по сравнению с апостериорными вероятностями?
- Выбор модели. Результаты Байесовского филогенетического анализа прямо коррелируют с выбранной моделью эволюции, поэтому важно выбрать модель, которая подходит наблюдаемым данным, иначе вывод о филогении может быть ошибочным. Многие ученые поднимали вопрос об интерпретации результатов байесовского анализа, когда модель неизвестна или неправильная. Например, слишком упрощенная модель может дать более высокие апостериорные вероятности[14][15] или простые модели связаны с большей неопределённостью, чем с той, которая вытекает из анализа бустрэпом.

## Программа MRBAYES
MrBayes Архивная копия от 25 сентября 2018 на Wayback Machine — это бесплатная программа, осуществляющая байесовский анализ филогении. Первоначально написана Джоном Хюльсенбеком и Фредериком Ронкустом в 2001 году. Когда байесовские методы приобрели популярность, многие молекулярные филогенетики стали выбирать MrBayes. Программа использует стандартный алгоритм MCMC и алгоритм Метрополиса, связанный с MCMC.
MrBayes использует МСМС для приближённого вычисления апостериорных вероятностей деревьев. Пользователь может поменять предположения о модели замен, априорных вероятностей и деталей МС анализа. Также программа позволяет удалять и добавлять таксоны и символы для анализа. В программе можно использовать широкий спектр моделей замен—от стандартной модели подстановок DNA 4х4, также называемой JC69, в которой считается, что частоты оснований равны и все замены нуклеотидов происходят с равной вероятностью, до наиболее общей модели GTR, в которой различаются и частоты оснований, и вероятности замен. Также программа включает несколько 20х20 моделей замен аминокислот, кодоновые и дублетные модели замены ДНК. Программа предлагает различные методы для ослабления предположения о равных скоростях замен в нуклеотидных позициях. MrBayes также может выводить наследственные состояния, содержащие неопределённость филогенетического дерева и параметров модели.
MrBayes 3 — это полностью реогранизованная и реконструированная версия первоначальной программы MrBayes. Главное новшество заключается в возможности программы приспосабливаться к неоднородности наборов данных. Такая структура позволяет пользователю смешивать модели и получать преимущество эффективности байесовского MCMC анализа, если он имеет дело с разными типами данных (например, белки, нуклеотиды, морфологические данные). По умолчанию программа использует алгоритм МСМС Метрополиса.
MrBayes 3.2 — это новая версия MrBayes, выпущенная в 2012 году. Новая версия позволяет пользователю запускать несколько анализов параллельно. Также она обеспечивает более быстрое вычисление вероятностей и даёт возможность использования ресурсов графического процессора для выполнения этих вычислений. Версия 3.2 предоставляет больше опций для выходных данных, совместимых с программой FigTree и другими программами для просмотра деревьев.

## Список программ, использующих байесовский подход
| Название программы          | Описание | Метод | Авторы                                                                                        | Ссылка на сайт                                                                                    |
| --------------------------- | --- | --- | --------------------------------------------------------------------------------------------- | ------------------------------------------------------------------------------------------------- |
| Armadillo Workflow Platform | Программа, предназначенная для филогенетического и общего биоинформатического анализа                                    | Вывод филогенетических деревьев с использованием методов ML, MP, байесовскийого подхода и др. | E. Lord, M. Leclercq, A. Boc, A.B. Diallo, V. Makarenkov                                      | https://web.archive.org/web/20161024081942/http://www.bioinfo.uqam.ca/armadillo/.                 |
| Bali-Phy                    | Одновременное получение выравнивания и дерева на основе байесовскийого похода                                            | Байесовский вывод выравниваний и филогенетических деревьев | M.A. Suchard, B. D. Redelings                                                                 | http://www.bali-phy.org Архивная копия от 22 марта 2021 на Wayback Machine                        |
| BATWING                     | Вывод деревьев методом Байеса с созданием внутренних узлов                                                               | Байесовский анализ, демографическая история, метод расщепления популяций | I. J. Wilson, D. Weale, D.Balding                                                             | http://heidi.chnebu.ch/doku.php?id=batwing Архивная копия от 5 мая 2016 на Wayback Machine        |
| Bayes Phylogenies           | Вывод деревьев методом Байеса с использованием методов Монте-Карло для марковских цепей и Метрополиса в сочетании с MCMC | Байесовский анализ, множественные, смешанные модели (с автоматическим разбиением) | M. Pagel, A. Meade                                                                            | http://www.evolution.rdg.ac.uk/BayesPhy.html Архивная копия от 19 февраля 2020 на Wayback Machine |
| PhyloBayes / PhyloBayes MPI | MCMC семплер для филогенетических реконструкций.                                                                         | MCMC, вероятностная модель CAT, учитывающая сайт-специфичные нуклеотиды или аминокислоты | N. Lartillot, N. Rodrigue, D. Stubbs, J. Richer                                               | https://web.archive.org/web/20181218053945/http://www.phylobayes.org/                             |
| BEAST                       | Анализ молекулярных последовательностей с помощью MCMC (Bayesian Evolutionary Analysis Sampling Trees)                   | Байесовский анализ, релаксированные молекулярные часы, демографическая история | A. J. Drummond, A. Rambaut & M. A. Suchard                                                    | http://beast.bio.ed.ac.uk Архивная копия от 22 декабря 2007 на Wayback Machine                    |
| BUCKy                       | Байесовское соответствие филогенетических деревьев для генов                                                             | Байесовское соответствие с использованием модифицированного жадного консенсуса для неукоренённых квартетов | C. Ané, B. Larget, D.A. Baum, S.D. Smith, A. Rokas, B. Larget, S.K. Kotha, C.N. Dewey, C. Ané | http://www.stat.wisc.edu/~ane/bucky/ Архивная копия от 24 февраля 2019 на Wayback Machine         |
| Geneious (MrBayes plugin)   | Средства для исследования геномов и протеомов                                                                            | Neighbor-joining, UPGMA, плагины MrBayes, PHYML, RAxML, FastTree, GARLi, PAUP* | A. J. Drummond,M.Suchard,V.Lefort и др.                                                       | http://www.geneious.com Архивная копия от 26 января 2021 на Wayback Machine                       |
| TOPALi                      | Филогенетический вывод                                                                                                   | Выбор филогенетической модели, байесовскийий анализ и оценка филогенетических деревьев методом максимального правдоподобия, определение сайтов, находящихся под позитивным отбором, анализ положения точек рекомбинации | I.Milne, D.Lindner и др.                                                                      | http://www.topali.org Архивная копия от 9 апреля 2021 на Wayback Machine                          |

## Приложения
Байесовский подход широко используется молекулярными филогенетиками для различных приложений:
- Вывод филогений[30][31]
- Вывод и оценка неопределенности филогений[32]
- Датирование с помощью молекулярного анализа[33]
- Вывод черт предковых форм[34][35]
- Вывод ареалов предковых форм[36]
- Модель динамики диверсификации и вымирания видов[37]
- Объяснение закономерностей распространения патогенных организмов[38]